# 千屈菜
千屈菜（学名：Lythrum salicaria），为千屈菜科千屈菜属下的一个植物种，又名「千禧花」。被列入「世界百大外來入侵種」之一。

## 型態
- 多年生草本，根莖橫臥於地下，粗壯；莖直立，多分枝，高 30~100 公分，全株青綠色，略被粗毛或密被絨毛，枝通常具 4 稜。
- 葉對生或三葉輪生，披針形或闊披針形，長 4~6(~10) 公分，寬 0.8~1.5 公分，頂端鈍形或短尖，基部圓形或心形，有時略抱莖，全緣，無柄。
- 花組成小聚繖花序，簇生，因花梗及總梗極短，因此花枝全形似一大型穗狀花序；苞片闊披針形至三角狀卵形，長 0.5~1.2 公分；萼筒長 0.5~0.8 公分，有縱稜 12條，稍被粗毛，裂片 6，三角形；花瓣紅紫色或淡紫色。

## 生態
千屈菜原產於歐洲和亞洲的溫熱帶地區，常可在沼澤地看見其蹤跡，因其耐濕的特性，常被拿來做為水岸植物使用。喜強光，耐寒性強，對土壤要求不嚴，在深厚、富含腐殖質的土壤上生長更好。
千屈菜之株高40至120公分，直立而多分枝，株叢整齊，長穗狀的花序頂生，紫紅色小花多而密，花色鮮麗醒目而清秀，花期相當長，約可跨越夏秋二季，且適合大面積栽植，所以多叢植於水岸邊或池中，當盛開時紫紅色花串隨風搖曳生姿，具有很強的絢染力。也可栽植於盆栽、花壇，或作花境材料及切花用。

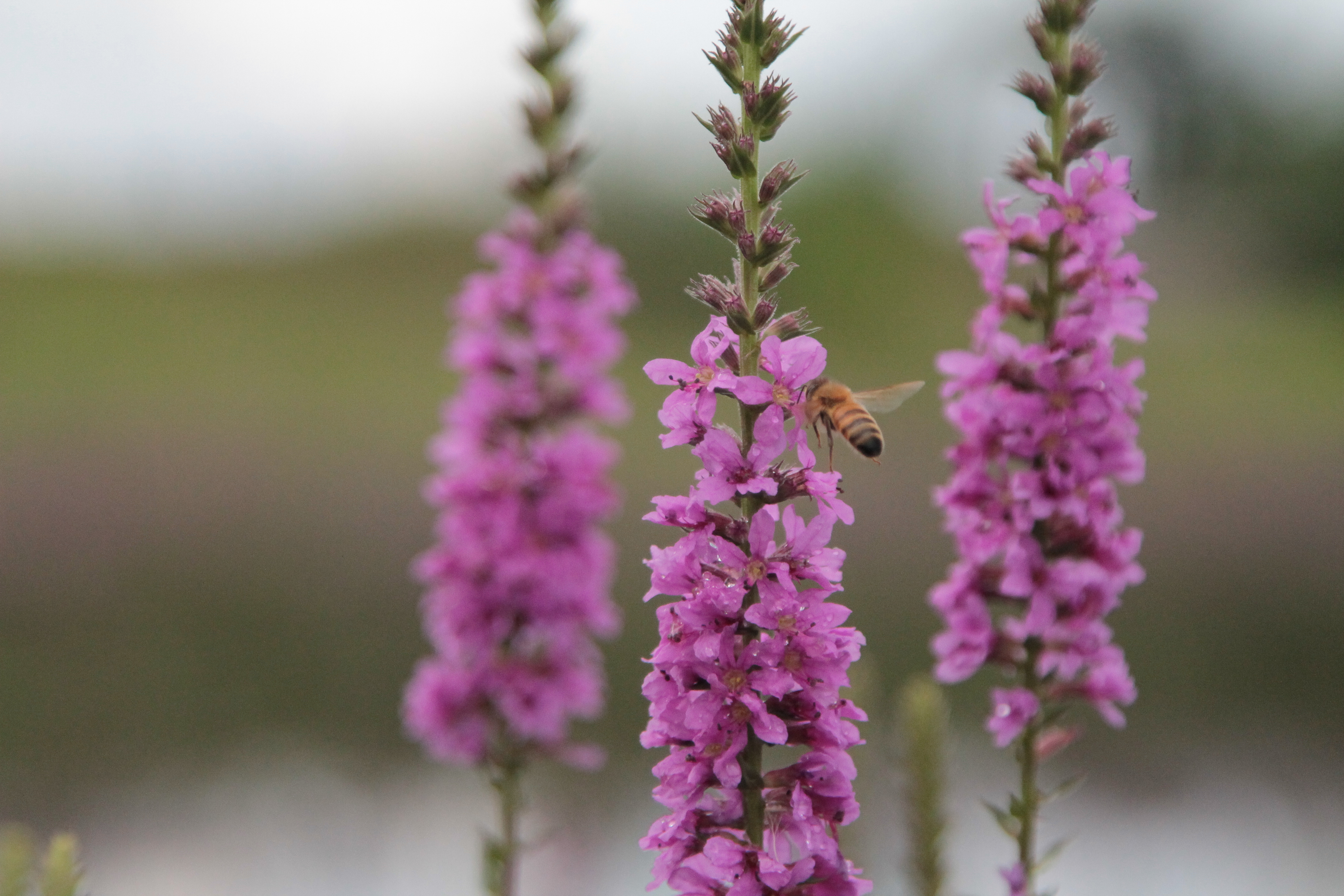
千屈菜的花
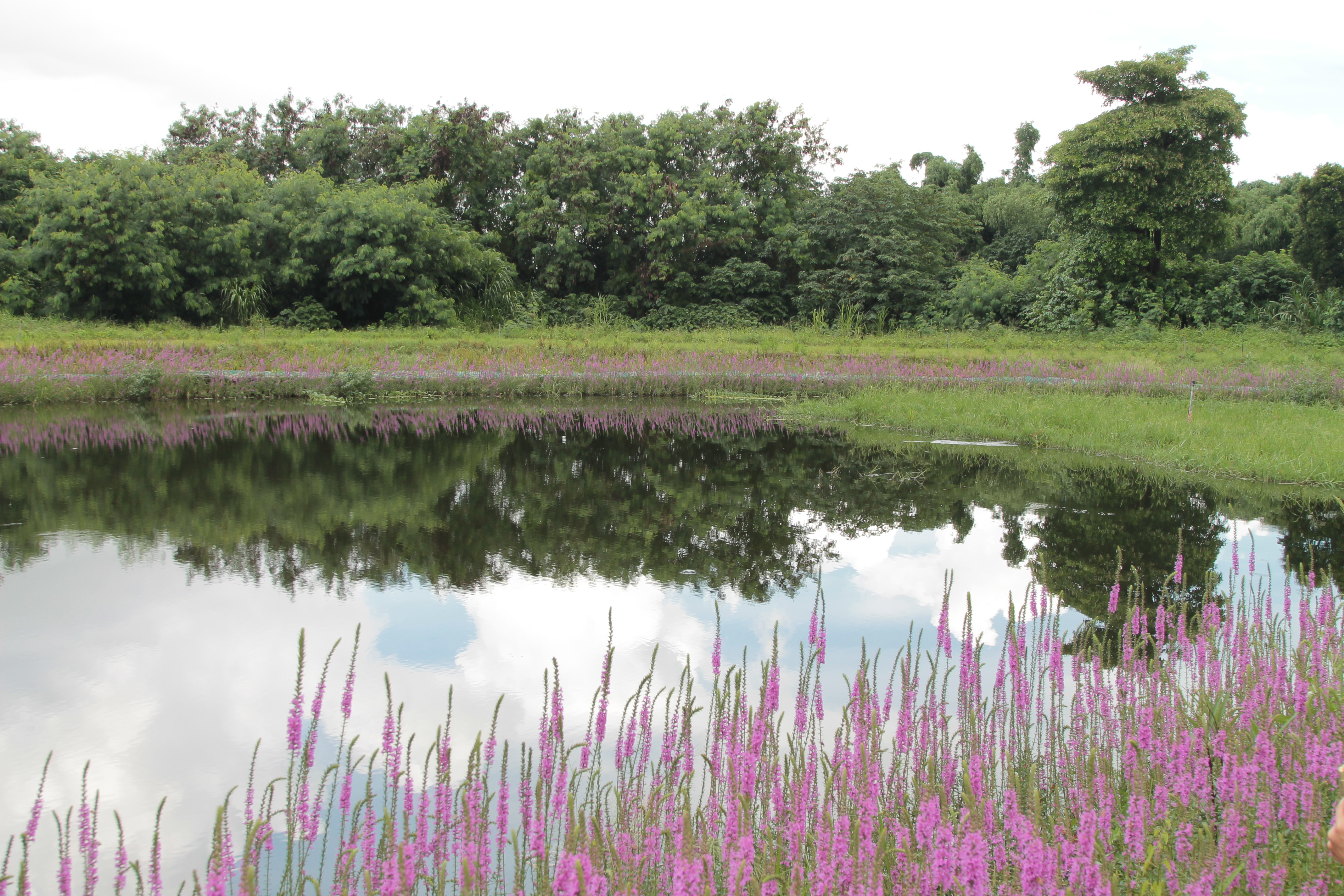
植於水岸邊的千屈菜